# Gustav Hertzberg
Gustav Friedrich Hertzberg, född 19 januari 1826 i Halle an der Saale, död där 16 november 1907, var en tysk historiker.
Hertzberg var 1858–60 redaktör för "Preußisches Wochenblatt" och blev 1860 e.o. professor i historia vid universitetet i Halle, där han 1889 erhöll ordinarie professors rang.
Utöver nedanstående skrifter tecknade Hertzberg grekernas, romarnas och bysantinska rikets historia i Johann Samuel Erschs och Johann Gottfried Grubers "Allgemeine Encyklopädie der Wissenschaften und Künste", i Wilhelm Onckens "Allgemeine Geschichte in Einzeldarstellungen" och i "Allgemeine Weltgeschichte", utgiven av G. Grote'sche Verlagsbuchhandlung.